# Stenophiloscia zosterae
Stenophiloscia zosterae là một loài chân đều trong họ Halophilosciidae. Loài này được Verhoeff miêu tả khoa học năm 1928.